# Требон-сюр-ла-Грас
Требо́н-сюр-ла-Грас (фр. Trébons-sur-la-Grasse, окс. Trebons de la Grassa) — коммуна во Франции, находится в регионе Юг — Пиренеи. Департамент — Верхняя Гаронна. Входит в состав кантона Вильфранш-де-Лораге. Округ коммуны — Тулуза.
Код INSEE коммуны — 31560.

## География

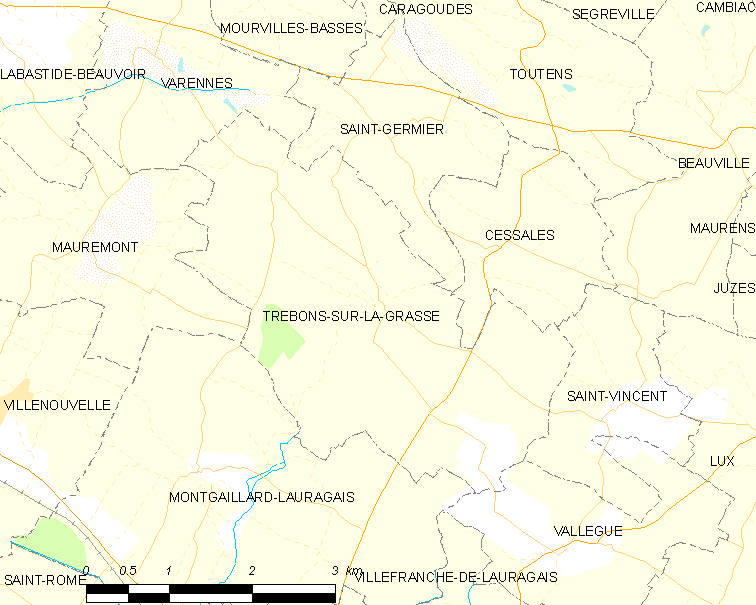
Карта коммуны

Коммуна расположена приблизительно в 610 км к югу от Парижа, в 29 км к юго-востоку от Тулузы.
По территории коммуны протекает река Грас.

## Климат
Климат умеренно-океанический. Зима мягкая и снежная, весна характеризуется сильными дождями и грозами, лето сухое и жаркое, осень солнечная. Преобладают сильные юго-восточные и северо-западные ветры.

## Население
Население коммуны на 2010 год составляло 417 человек.
| 1962 | 1968 | 1975 | 1982 | 1990 | 1999 | 2010 |
| ---- | ---- | ---- | ---- | ---- | ---- | ---- |
| 240  | 181  | 184  | 204  | 249  | 320  | 417  |

## Экономика
В 2010 году среди 285 человек трудоспособного возраста (15—64 лет) 228 были экономически активными, 57 — неактивными (показатель активности — 80,0 %, в 1999 году было 75,5 %). Из 228 активных жителей работали 213 человек (109 мужчин и 104 женщины), безработных было 15 (9 мужчин и 6 женщин). Среди 57 неактивных 23 человека были учениками или студентами, 25 — пенсионерами, 9 были неактивными по другим причинам.

## Достопримечательности
- Церковь XIII века
- Замок Ан-Риго (XVIII век)
- Руины мельниц XVI и XVIII веков